# Kaspar Rast

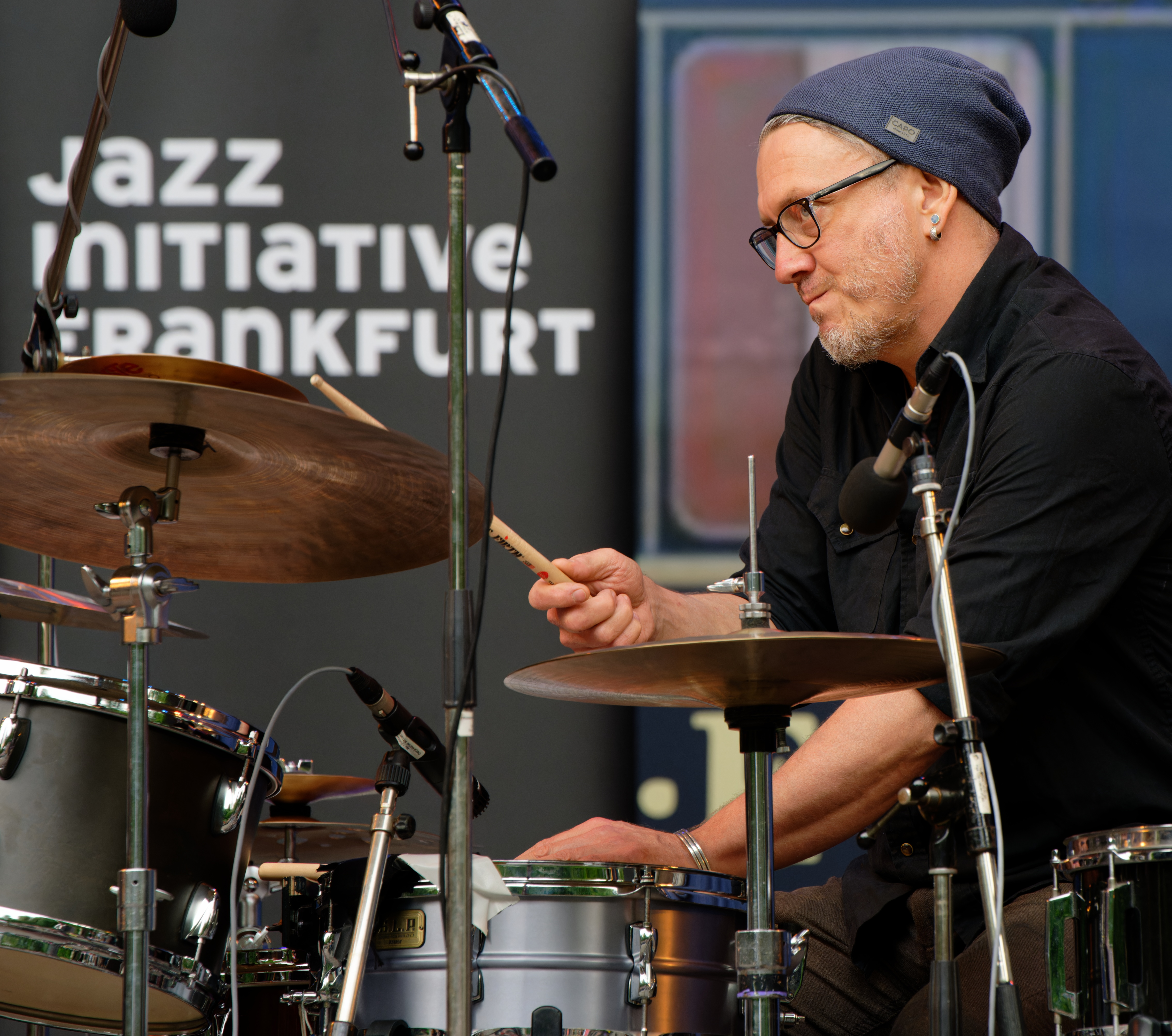
Kaspar Rast mit Nik Bärtsch’s Ronin im Palmengarten Frankfurt am 3. August 2023

Kaspar Rast  (* 3. Juli 1972 in Zürich) ist ein Schweizer Jazzmusiker (Schlagzeug, Perkussion).

## Leben und Wirken
Rast, der aus einer Geigenbauerfamilie stammt, machte im Alter von fünf Jahren erste autodidaktische Erfahrungen am Schlagzeug des Bruders und den Tambourentrommeln seiner Grossväter. Seit dem Alter von zehn Jahren erhielt er Schlagzeugunterricht an der Jugendmusikschule Zürich bei Peter Schneider und Robert Mark, später Privatunterricht bei Andy Brugger. Daneben lernte er Piano und Geige. Er spielte ab 14 Jahren in der Zürcher Jazzszene mit Jürg Grau, Chris Wiesendanger, Christoph Stiefel und anderen. Zudem absolvierte er eine Ausbildung als Geigenbauer. 1993 absolvierte er ein halbjähriges Studium am Drummers Collective in New York City.
Rast spielte bei Herbie Kopfs Hip Noses, Triaxis, Rodrigo Botter Maio, Zap, Funky Brotherhood, The Clients Funk Society, Ademir Candido, Heiri Känzig und Max Lässers Ueberland Orchester. Seit den frühen 2000er Jahren gehört er zu den Gruppen von Nik Bärtsch, mit denen er zahlreiche Alben aufnahm. Er gab Konzerte und tourte durch Europa und Südafrika sowie mit Dana Briant, Benjamin Zephania, Raul de Souza durch Südamerika. Dazu arbeitete er mit Jochen Baldes, Don Li und Lyn Leon zusammen. Er ist auch auf Alben von Nils Wograms Lush, David Costa, Jürg Grau, Shas Feckel (Greatest Hits) und Asita Hamidis Bazaar zu hören.
Zwischen 1999 und 2020 war er in der Klangentwicklung von Paiste tätig.

## Diskographische Hinweise
- Rast, Repetto, Li Kun (TMR, 2001)
- Tonus-Music Labor Research Result Part 52  (Tonus Music, 2003)